# Wilhelm Friedrich Hufnagel

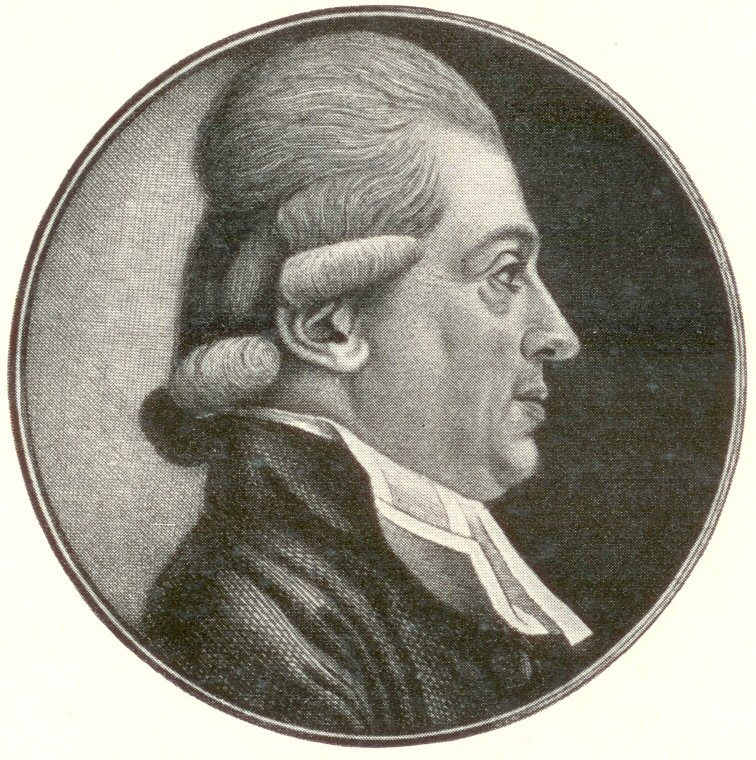
Wilhelm Friedrich Hufnagel

Wilhelm Friedrich Hufnagel (* 15. Juni 1754 in Schwäbisch Hall; † 7. Februar 1830 in Frankfurt am Main) war ein evangelischer Theologe und Pädagoge.

## Leben und Werk
Hufnagel besuchte das Gymnasium in seiner Vaterstadt. 1773 bis 1775 studierte er Theologie an der Universität Altdorf, ab 1775 in Erlangen. Nach seiner Erhebung zum Magister und Privatdozent wurde er 1779 außerordentlicher und 1783 ordentlicher Professor in Erlangen. 1786 war er Rektor der Universität, 1788 wurde er zum Universitätsprediger und Senior des Predigerseminars ernannt.
1791 erhielt Hufnagel einen Ruf nach Frankfurt am Main zum Nachfolger von Gabriel Christoph Benjamin Mosche als Senior des Predigerministeriums. Zusammen mit dem Vorsitzenden des für die Schulaufsicht verantwortlichen lutherischen Konsistoriums, Friedrich Maximilian Freiherrn von Günderrode, reformierte er das rückständige Frankfurter Schulwesen. Bis dahin hatte es außer dem bereits 1520 gegründeten Städtischen Gymnasium keine öffentlichen Schulen gegeben, sondern nur die Quartierschulen, in welchen private Schulmeister gegen Entgelt aufgrund einer meist über Generationen vererbten städtischen Concession mehr schlecht als recht einen Elementarunterricht im Lesen, Schreiben, im Katechismus und, gegen besondere Vergütung, auch im Rechnen erteilten. 1803 gründeten Günderrode und Hufnagel die erste Frankfurter Realschule (Musterschule), aus der später auch die erste Mädchenschule hervorging (Elisabethenschule). Beide Schulen existieren heute noch im Stadtteil Nordend als Gymnasien.
Hufnagel war ein Vertreter des Theologischen Rationalismus und der Aufklärung. Er überwand die bis dahin vorherrschende Orthodoxie in der Frankfurter Kirche und setzte sich für die Emanzipation der Reformierten und der Juden ein. 1806 wurde durch Großherzog Carl Theodor von Dalberg die religiöse Neutralität des Staates und die Gleichberechtigung aller Konfessionen dekretiert.
Am 18. September 1791 heiratete Hufnagel, noch in Erlangen, Caroline Breyer (1775–1804), mit der er zwei Kinder hatte: Sophie Wilhelmine Hufnagel (geb. 1792) und Eduard Hufnagel (1794–1825), Professor für Geschichte am Städtischen Gymnasium in Frankfurt.
Hufnagel nahm aktiv am politischen und geistigen Leben der Reichsstadt Frankfurt teil. Im Juli 1796 gehörte er der Deputation an, die den österreichischen General Wartensleben zur Kapitulation überreden wollte, um eine Beschießung der Stadt durch die französische Revolutionsarmee zu vermeiden. Nach der Eroberung Frankfurts im August 1796 nahmen ihn die Truppen General Klébers zusammen mit den Patriziern Günderrode, Georg Steitz und Adolph Carl von Humbracht in Geiselhaft und brachten ihn nach Paris, um die Zahlung einer Kontribution von acht Millionen Francs zu erzwingen.
Auf Anregung Hölderlins vermittelte er Georg Friedrich Hegel 1797 die Stelle eines Hofmeisters im Hause des Weinhändlers Johann Noë Gogel.
Catharina Elisabeth Goethe schildert in ihren Briefen an ihren Sohn Johann Wolfgang Goethe Hufnagel als einen leidenschaftlichen und mitreißenden, wenngleich etwas „überspanten“  Prediger. 1797 berichtet sie, dass er Goethes kurz zuvor erschienene Versdichtung Hermann und Dorothea besonders geschätzt habe und die darin enthaltene Brautpredigt gerne als Copulationsrede verwendet habe. „Hufnagel hält alle, die [das Buch] nicht haben oder es nicht als ein Handbuch im Sack tragen, vor Hottentotten“.

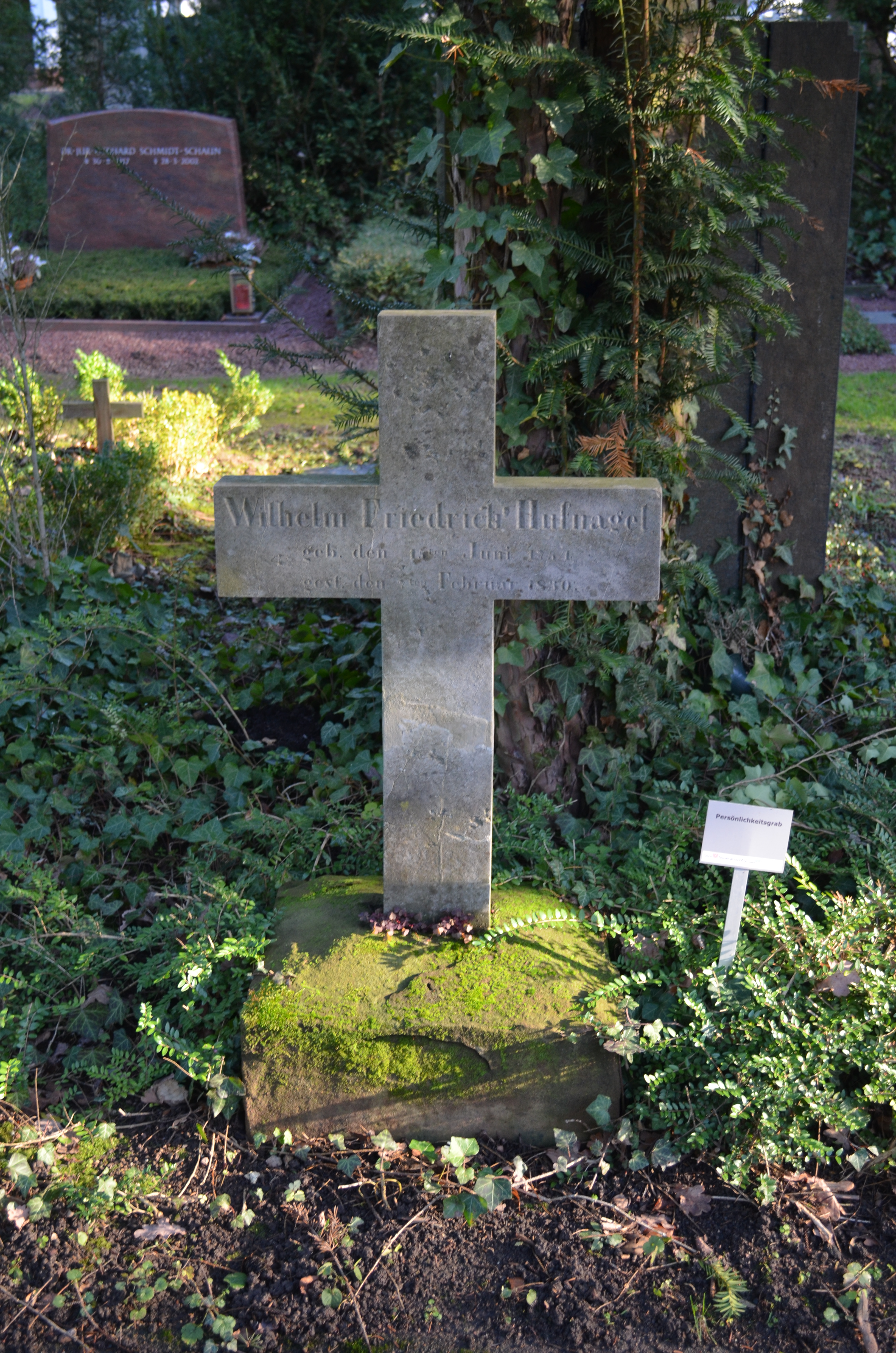
Grab von Wilhelm Friedrich Hufnagel auf dem Frankfurter Hauptfriedhof

Wilhelm Friedrich Hufnagel wurde 1823 wegen eines Gemütsleidens pensioniert. Das Amt eines Seniors des Predigerministeriums, das er bis dahin über 32 Jahre innegehabt hatte, blieb unbesetzt und wurde erst 1857 wieder vergeben. Er starb am 7. Februar 1830 in Frankfurt am Main und wurde dort auf dem Hauptfriedhof (Gewann C, hinter 443) beigesetzt.
Nach Hufnagel ist eine Straße im Frankfurter Stadtteil Gallus, damals noch Gallusviertel, benannt. Die 1912 gegründete Hufnagel-Realschule im Gallus wurde 1986 in eine integrierte Gesamtschule umgewandelt und ist seitdem nach Paul Hindemith benannt.

## Werke
Hufnagel verfasste zahlreiche theologische und pädagogische Schriften, darunter
- Übersetzungen des Buches Hiob (1781) und des Hohen Liedes (1784)
- Schrift über den Unterricht nach den Zehn Geboten (1784)
- Schriften des Alten Testaments nach ihrem Inhalt und Zweck bearbeitet (2 Bände, 1784 und 1798)
- Liturgische Blätter (12 Hefte, 1787–1802)
- Predigtentwürfe (13 Jahrgänge, 1792–1805)
- Über den Verdienst des vollendeten Gesangs „Hermann und Dorothea“, religiösen Bürger- und Familiensinn allgemein zu verbreiten (1799)
- Von der Notwendigkeit guter Erziehungsanstalten (1804)

Sein Verleger war der Nürnberger Buchhändler Johann Philipp Palm.